# ロッテ百貨店
ロッテ百貨店（ロッテひゃっかてん）は、大韓民国の百貨店チェーン最大手。韓国内に32店舗を擁し、海外では中国5店舗、ベトナム、インドネシア、ロシアにそれぞれ1店舗を出店している。
経営母体のロッテショッピング株式会社（1979年設立） は韓国ロッテグループに属し、ロッテマート（ディスカウントストア）も経営するほか、ロッテスーパー（スーパーマーケット）なども傘下に置く流通・小売業大手の一つである。
本店は1979年開店、ソウル特別市中区の明洞近くにある。1982年に髙島屋と提携した。

## 店舗
- ソウル特別市

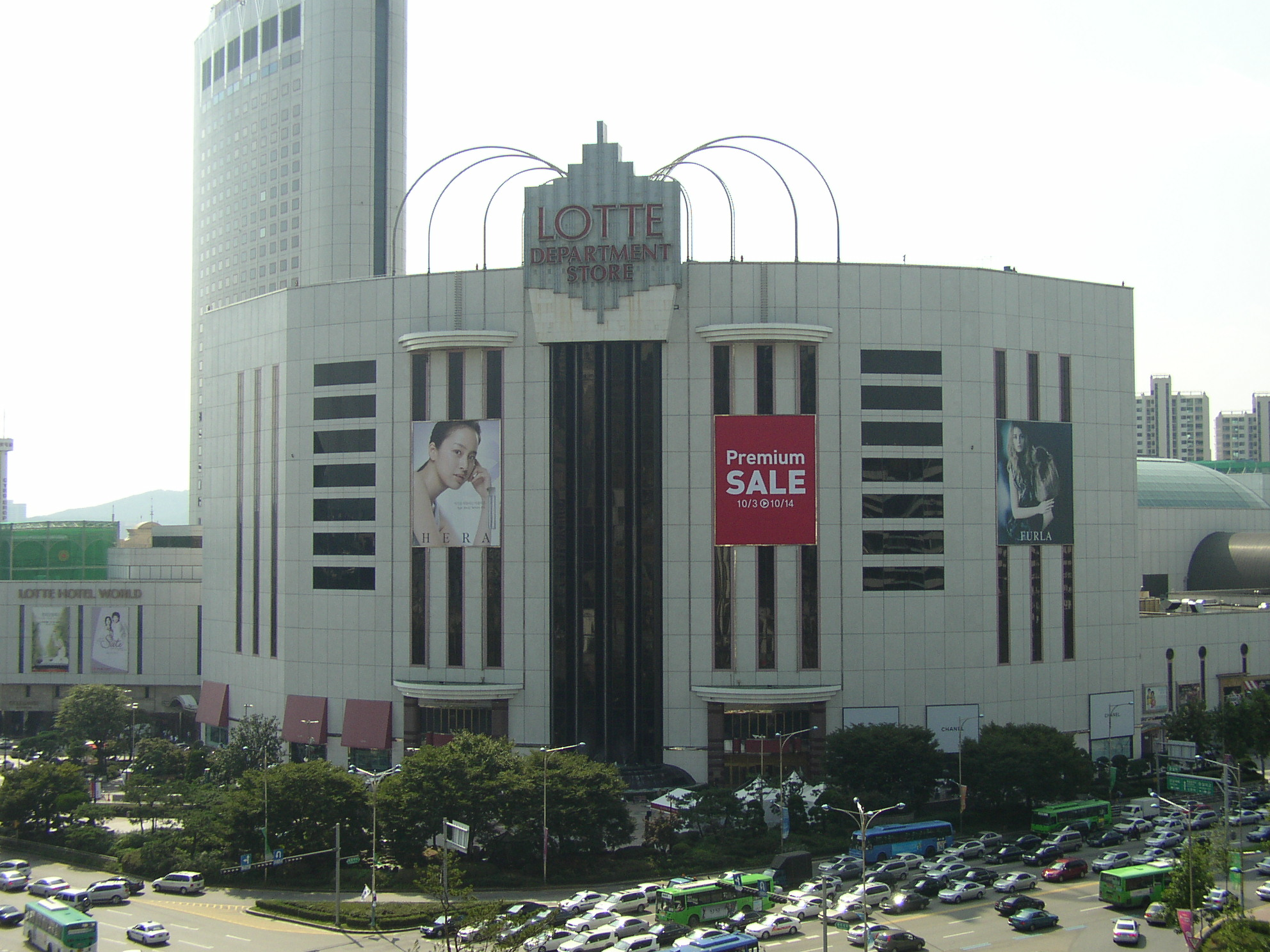
蚕室店

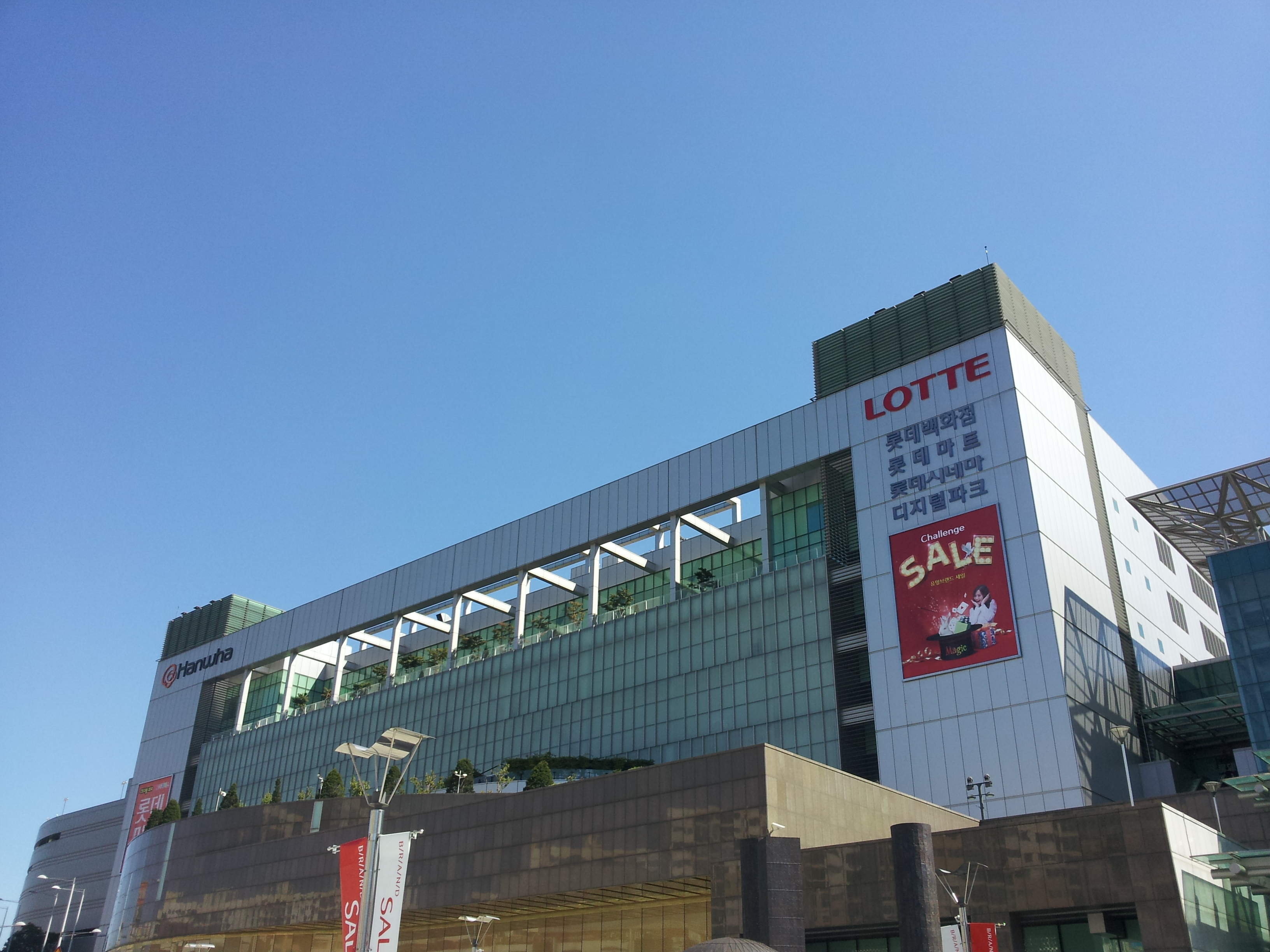
清凉里店

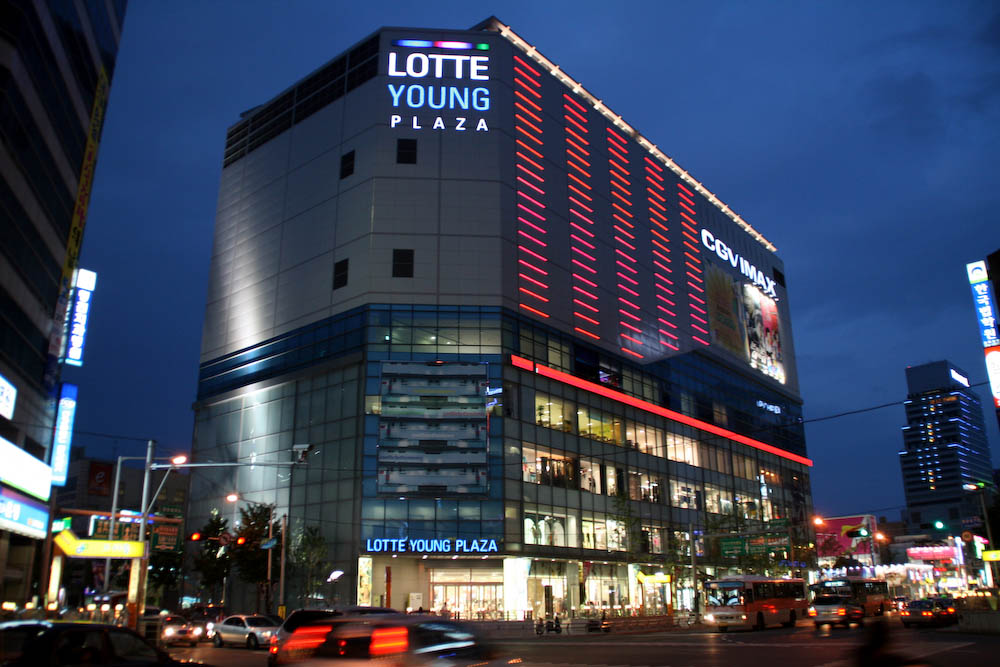
大邱店

  - 本店、ヤングプラザ明洞店、名品館 "AVENUEL"本店（中区小公洞）
  - 蚕室店（松坡区蚕室洞）
  - 永登浦店（永登浦区永登浦洞）
  - 清凉里店（東大門区典農洞）
  - 冠岳店（冠岳区奉天洞）
  - 江南店（江南区大峙洞）
  - 蘆原店（蘆原区上渓2洞）
  - 建国大学校スターシティ店（広津区紫陽洞）
  - 彌阿店（江北区彌阿洞）
  - 金浦空港店 （江西区傍花洞）
  - AVENUELワールドタワー店（松坡区新川洞）
- 仁川広域市
  - 仁川ターミナル店（弥鄒忽区官校洞）
- 釜山広域市
  - 釜山本店（釜山鎮区釜田2洞）
  - 東莱店（東萊区温泉2洞）
  - センタムシティ店（海雲台区佑洞）
  - 光復店（中区中央洞）
- 蔚山広域市
  - 蔚山店（南区三山洞）
- 大邱広域市
  - 大邱店（北区七成洞）
  - 上仁店（達西区上仁洞）
- 大田広域市
  - 大田店（西区槐亭洞）
- 光州広域市
  - 光州店（東区大仁洞）
- 京畿道
  - 盆唐店（城南市盆唐区藪内洞）
  - 一山店（高陽市一山東区獐項洞）
  - 坪村店（安養市東亜区ポムゲ洞）
  - 中洞店（富川市遠美区中洞）
  - 九里店（九里市仁倉洞）
  - 安山店（安山市古棧洞）
  - 水原店（水原市勧善区西屯洞）
- 忠清北道
  - ヤングプラザ清州店（清州市上当区）
- 慶尚南道
  - 昌原店（昌原市城山区上南洞）
  - 馬山店（昌原市馬山合浦区新浦洞2街）
- 慶尚北道
  - 浦項店（浦項市北区鶴山洞）
- 全羅北道
  - 全州店（全州市完山区西新洞）

## 過去の店舗
- 仁川店（仁川市南洞区九月洞）
  - 2002年8月23日開店。2019年2月28日閉店。
- 富平店（仁川市富平区富平洞）
  - 1999年8月27日旧東亜シティ百貨店を買収して開店。2019年6月30日閉店。
- ヤングプラザ大邱店（大邱市中区射一洞）
  - 2007年8月24日開店。2019年2月28日閉店。
- 安養店（京畿道安養市萬安区安養1洞）
  - 2002年5月10日開店。2019年3月31日閉店。

## 愛国心マーケティング
- 社長の李哲雨（イ・チョルウ、이철우）は、職員の昇進試験に韓国史の試験を課すなど愛国心の重要性を強調している[1]。ロッテマート社長時代にも店舗の外壁に大型の太極旗を掲げるよう指示したことがある。

### 独島マーケティング
- 2005年3月18日から20日までの間、小学生以下の子どもを伴った顧客の中から先着で20人に独島の写真入りタオルを無料で配るマーケティングを展開した[2]。
- 2007年、白頭山と竹島への旅行券などを賞品として贈呈する太極旗関連の自主制作動画大会を開催[1]。
- 2013年10月12日、独島の日（10月25日）を控え、浦項店で『第2回・独島Dayイベント』を開催。シャロッテ広場に市民など300人余りが参加した中、独島ガールズと一緒に、独島フラッシュモブや粘土を使った独島作り大会などが行われた[3]。

## スマートショッパー
2016年10月に盆唐店食品売り場に「スマートショッパーサービス」が導入された。百貨店業界での導入は初めての事例となる。スマートショッパーサービスは、顧客はバーコードスキャナーを搭載した端末を借り、食品売り場の買いたい商品のバーコードを読み取ることで端末に登録し、売り場出口の無人レジで登録した商品のうち最終購入する商品を選択して決済すると、商品は自宅に配送される仕組みとなっており、顧客はショッピングカートやカゴを使うことも無く、購入した商品を自分で持って帰る必要もない。
ロッテ百貨店マーケティング部門長は、今度はロッテ百貨店の全店舗をスマート百貨店とする計画があることを述べている。

## その他
- ロッテホテル、ロッテ免税店などと共にみずほマイレージクラブのパートナー企業である。
- ヤングプラザ明洞店は、元々は日本統治時代丁子屋百貨店として建設され、戦後は美都波百貨店明洞店として利用してきた建物を、2003年11月、韓国初のヤングファッション専門館としてリニューアルしたものである。

## 関連会社
- ロッテホテル
- ロッテワールド
- ロッテ建設
- ロッテ観光